# Kronenberg (Radevormwald)
Kronenberg ist eine Ortschaft in Radevormwald im Oberbergischen Kreis im nordrhein-westfälischen Regierungsbezirk Köln in Deutschland.

## Lage und Beschreibung
Der Ort liegt im Norden des Stadtgebiets unmittelbar an der Bundesstraße 483. Nachbarorte sind Ümminghausen, Freudenberg, Lambeck und Möllersbaum.
Östlich von Freudenberg entspringt ein Nebengewässer des in die Heilenbecketalsperre mündenden Bachs Heilenbecke, der im Oberlauf auch Lambecke genannt wird.
Politisch wird der Ort durch den Direktkandidaten des Wahlbezirks 170 im Rat der Stadt Radevormwald vertreten.

## Geschichte
In der historischen Karte Topographische Aufnahme der Rheinlande von 1825 ist der Ort Kronenberg eingezeichnet.